# Diplodocoidea
Diplodocoidea este o superfamilie de dinozauri sauropode, care a inclus unele dintre cele mai lungi animale din toate timpurile, inclusiv giganți zvelți precum Supersaurus, Diplodocus, Apatosaurus și Amphicoelias. Majoritatea aveau gâtul foarte lung și cozile lungi, ca niște bici; cu toate acestea, o familie (dicraeosauridele) sunt singurele sauropode cunoscute care au re-evoluat un gât scurt, probabil o adaptare pentru hrănirea jos până la pământ.